# Lužane
Lužane (cyr. Лужане) – wieś w Serbii, w okręgu niszawskim, w gminie Aleksinac. W 2011 roku liczyła 826 mieszkańców.